# Ming He
Ming He är ett vattendrag i Kina. Det ligger i provinsen Hebei, i den norra delen av landet, omkring 330 kilometer sydväst om huvudstaden Peking.
Genomsnittlig årsnederbörd är 642 millimeter. Den regnigaste månaden är juli, med i genomsnitt 217 mm nederbörd, och den torraste är januari, med 4 mm nederbörd.